# Orthotrichum pellucidum
Orthotrichum pellucidum là một loài rêu trong họ Orthotrichaceae. Loài này được Lindb. mô tả khoa học đầu tiên năm 1867.